# Casal defensiu (la Torre de Claramunt)
El Casal defensiu és una obra del municipi de la Torre de Claramunt inclosa en l'Inventari del Patrimoni Arquitectònic de Catalunya.

## Descripció
Es tracta d'un casal construït amb pedra local, al qual s'accedeix a través d'un portal adovellat, actualment tapat per la vegetació. Al costat hi ha una torre de base rodona lligada a l'estructura d'un contrafort. Les estructures de cobertura són a un vessant i teules. La pedra és, en general de petites dimensions, a excepció d'algunes parets i envans del primer pis que són de guix, material del qual existeixen dues portes decorades.

## Història
És una casa fortificada del segle xv. A l'informe elaborat per Pere de Manuel se'ns diu que hi ha una notícia històrica que indica que al segle xii hi havia una casa prop de l'església. Podria tractar-se de la mateixa tot i que els afegits del segle xv serien posteriors i no indicarien correctament la cronologia veritable d'aquesta construcció.